# Charly Clottes
Pas d'image ? Cliquez ici

a Compétitions nationales et continentales officielles uniquement.

Charly Clottes, né le 25 avril 1983, est un joueur et entraîneur de rugby à XIII.
Formé à Lézignan, il y effectue toute sa carrière en première division au sein de ce club avec lequel il remporte quatre titres consécutifs de Championnat de France (2008, 2009, 2010 et 2011) et deux titres de Coupe de France (2010 et 2011). A trente ans, il rejoint Ferrals en division inférieure en tant que joueur puis y devient l'entraîneur. Malgré ses succès sous le maillot de Lézignan, il n'est jamais appelé en équipe de France.

## Palmarès
- Collectif :
  - Vainqueur du Championnat de France : 2008[1], 2009, 2010 et 2011 (Lézignan).
  - Vainqueur de la Coupe de France : 2010 et 2011 (Lézignan).
  - Finaliste de la Coupe de France : 2006 (Lézignan).
  - Vainqueur du Championnat de France (Nationale) 2013, 2014
  - Vainqueur Coupe de France Nationale 2013, 2014